# Немрут-Даг (вулкан)
Немрут-Даг (Немрут, Немруд, (тур. Nemrut Dağı, вірм. Սարակն Sarakn, "Гірське джерело", курд. Çiyayê Nemrud) — активний стратовулкан, що знаходиться у східній частині Туреччини поблизу західного узбережжя озера Ван.

## Вулканічна діяльність
Виверження Немруту були переважно плінієвого типу. Їх продукція в основному лужна і включає широкий спектр лав: від базальту до ліпариту та фоноліту, а також пірокластичні породи та шлаки. Виверження різних періодів були або витікаючими, або вибуховими. Немрут розташований на розломі, який перетинає вулкан з півночі на південь і містить головний кратер та ряд невеликих кратерів, маар, гарячих джерел та фумаролів.
|                      |                       |                                |
| Вид з космосу взимку | Кальдера з Пд-Сх краю | Розлом Немрута (червона лінія) |

Найпотужніші виверження вулкана відбулися у четвертинний період кайнозойської ери, згодом безліч невеликих вивержень у залізну добу. Останнє виверження зафіксоване у 1692 році.
Вулканічна активність Немрута відбувалася у три стадії: утворення конуса (стадія до кальдери), стадія після кальдери та пізня стадія. Подальші поділи є дискусійними і базуються на різних інтерпретаціях стратиграфічних даних.

### Дані про виверження
| Дата                     | Основна продукція   | Тип виверження                     | Докази та посилання         |
| ------------------------ | ------------------- | ---------------------------------- | --------------------------- |
| 13 квітня 1692           | ?                   | Викиди газу та вулканічного попелу | Вірменські літописи         |
| 27 жовтня 1650           | ?                   | Викиди газу та вулканічного попелу | Історичні літописи          |
| 1597                     | Обсидіан, базальт   | Потоки лави                        | Курдські літописи           |
| 1441                     | Обсидіан, базальт   | Потоки лави                        | Вірменські літописи         |
| 657 ± 24 до н.е.         | Вулканічний попіл   | Викид вулканічного попелу          | Аналіз відкладень озера Ван |
| 787 ± 25 до н.е.         | Вулканічний попіл   | Викид вулканічного попелу          | Аналіз відкладень озера Ван |
| 4055 ± 60 до н.е.        | Вулканічний попіл   | Викид вулканічного попелу          | Аналіз відкладень озера Ван |
| 4938 ± 69 до н.е.        | Вулканічний попіл   | Викид вулканічного попелу          | Аналіз відкладень озера Ван |
| 5242 ± 72 до н.е.        | Вулканічний попіл   | Викид вулканічного попелу          | Аналіз відкладень озера Ван |
| 18 000 ± 2,000 до н.е.   | Ліпарити            | Потоки лави                        |                             |
| c. 28 000 до н.е.        | Ліпарити            | Потоки лави                        | K–Ar датування              |
| 80 000 ± 20 000 до н.е.  | Олівінові базальти  | Потоки лави                        | K–Ar датування              |
| 100 000 ± 20 000 до н.е. | Трахібазальти       | Потоки лави                        | K–Ar датування              |
| c. 150 000 до н.е.       | Комендіти (ліпарит) | Потоки лави                        | K–Ar датування              |
| c. 240 000 до н.е.       | Кварцові трахіти    | Потоки лави                        | K–Ar датування              |
| c. 270 000 до н.е.       | Ігнімбрити          | Викид попелу, утворення кальдери   | K–Ar датування              |
| c. 310 000 до н.е.       | Трахіти             | Потоки лави                        | Ізотопне датування          |
| c. 330 000 до н.е.       | Кварцові трахіти    | Потоки лави                        | K–Ar датування              |
| c. 380 000 до н.е.       | Кварцові трахіти    | Потоки лави                        | K–Ar датування              |
| c. 565 000 до н.е.       | Кварцові трахіти    | Потоки лави                        | K–Ar датування              |
| c. 700 000 до н.е.       | Трахіти             | Потоки лави                        | K–Ar датування              |
| c. 790 000 до н.е.       | Олівінові базальти  | Потоки лави                        | K–Ar датування              |
| c. 1 010 000 до н.е.     | Трахіти             | Потоки лави                        | K–Ar датування              |

## Нотатки
1. ↑  За іншими джерелами відносна висота становить 1037 або 1064 м[1].
2. ↑  Червона лінія позначає розлом Немрута зі стрілками, що вказують напрямки потоків лави.